# Брайън Ино
Брайън Иноу (на английски: Brian Eno) е английски музикант, композитор, продуцент, музикален теоретик, певец и визуален артист. Той е познат и като музиканта, въвел термина „амбиент музика“.
Стартирайки кариерата си като кийбордист на Рокси Мюзик (Roxy Music), по-късно Браян Ино започва внушителна солова кариера. С неговото продуцентство и участие се появяват много култови албуми на известни групи като The Joshua Tree (1987), Achtung Baby (1991) и Zooropa (1993) на U2, Remain in Light, (1980) на Talking Heads и много други.
Входящата музика на Windows 95 също е композиция на Брайън Иноу.